# Тагарский
Тага́рский — крупный остров на реке Енисей в центре Минусинской котловины, в нескольких километрах выше места впадения в Енисей реки Абакан. Является самым крупным островом в среднем течении Енисея. По имени острова получила название Тагарская археологическая культура, одна из древнейших археологических культур Сибири.
Площадь острова — 28,5 км², длина превышает 11 км, ширина в самой широкой части — 6,5 км.

## География
Остров Тагарский образован основным течением Енисея и Минусинской (другое название — Тагарской) протокой, исток которой расположен на правом берегу Енисея в районе посёлка Зелёный Бор, место обратного впадения в Енисей — в районе села Селиваниха и деревни Быстрая.

## Население
Административно остров Тагарский относится к Минусинскому району Красноярского края. Частично на острове расположен также город Минусинск. Кроме того, на острове находятся село Селиваниха (на берегу Енисея), посёлок Опытное поле (на берегу протоки), а также три дачных посёлка. Часть земель острова заняты хвойным лесом, часть — используется для сельскохозяйственных нужд, в том числе в районе Опытного поля — для опытного садоводства.
В районе острова расположены также село Топольки (правый берег Минусинской протоки) и село Подсинее (левый берег Енисея). В этом районе Енисей образует множество более мелких островов, однако обитаемых среди них больше нет.

## Инфраструктура
Через остров Тагарский проходят железная дорога Абакан — Тайшет и автомобильная дорога М54 «Енисей» (Красноярск — Кызыл). С левым берегом Енисея остров связывают автомобильно-железнодорожный мост в районе села Подсинее и автомобильный Братский мост. Через протоку, помимо железнодорожного моста в районе посёлка Зелёный Бор, имеются два автомобильных моста в Минусинске и три дамбы, по которым также организовано автомобильное движение. Первая дамба находится в районе села Топольки, две других — на территории Минусинска. Одна из них была построена в связи с плановым ремонтом автомобильного моста.